# Hsamongkham
Hsamongkham o Hsamonghkam (birmà, Thamakan o Thamaingkan) és un estat d'uns 478 km² dels estats Shan, a la regió del Myelat, dins l'estat Shan de Myanmar. És a l'oest de Taunggyi a mig camí entre aquesta ciutat i Kalaw, a la frontera de l'estat Shan. La seva població és majoritàriament Danu (50%). Els Pa-O (Taungthu) són el 25% i els Shan el 15%, i la resta pertany a altres minories. La capital és Awngban, propera a la ciutat de Kalaw a la frontera. La ciutat de Hsamongkham, a l'est d'Awngban, fou l'antiga capital. Era un principat independent tributari del rei de Birmània. El 1886 el cap local va prendre part en la confederació contra els britànics (1886), però després de la victòria britànica va fer ràpida submissió i li fou reconeguda la possessió del territori. El darrer senyor que va governar va abdicar el 1959 i després fou una de la Repúbliques de la unió d'Estats Shan que constituïren l'Estat Shan, amb vocació d'independència, però part de Myanmar.